# ジョジョの奇妙な百人一首
『ジョジョの奇妙な百人一首』（ジョジョのきみょうなひゃくにんいっしゅ）は、荒木飛呂彦の漫画『ジョジョの奇妙な冒険』の台詞を百人一首形式にしたカードゲーム、及び商品名である。

## 概要
読み札100枚・取り札100枚の計200枚の札に合わせ本作のファンとして有名なケンドーコバヤシが句の朗読をしたCDが付属する。句は合計百種で、全て「ジョジョの奇妙な冒険」本編のセリフ中から選抜されている。上の句の札には原作からのイラストがカラーで印刷され、付属の「百人一首のしおり」には、各句の詳細な解説がされている。

### 第1弾
1部から3部のセリフで構成されている。バンダイの公式通販サイトB★SHOPからのみの完全予約販売となり、予約受付期間は2007年11月18日から2008年1月15日まで。価格は6,300円。予約特典はケンドーコバヤシによる上の句のみの朗詠CD。「競技用」とされる。
9月13日には、バンダイ本社にて「ジョジョの奇妙な百人一首大会」が開催された（下記第2弾の予約者が対象）。

### 第2弾（ドゥーエ）
4部から6部のセリフで構成。2008年8月11日から10月7日まで、カードダスショップにて予約受付。前作同様、予約特典として「競技用CD」が付く。

### 世界（ザ・ワールド）
総集編として、1部から7部のセリフから厳選して構成。2010年6月1日から8月2日まで予約受付。限定受注生産。今作は「競技用CD」に加え、読み札全文を朗詠した「観賞用CD」、第1弾と第2弾の200首を収録したパソコン専用の「百人一首対戦ゲームCD」を付属。さらに『スティール・ボール・ラン』に登場する「鉄球」をモチーフとした手首筋力強化グッズが同梱されている。

## エピソード
- セリフを100種に選定するための会議は何度も行われたが、結局140種まで絞られた時点で朗詠者のケンドーコバヤシにアドバイスを求めたことがある。[1]
- 使用用途は未公開であるが、ケンドーコバヤシの「ジョジョ立ち」の撮影が行われた。[1]
- 公式サイトでは2008年1月12日からミニゲームがプレイできるようになったが、このミニゲームに使用されている句は選考に漏れてしまった名台詞であることが語られている。[1]